# Zechbauer Tabakwaren
Die Max Zechbauer Tabakwaren GmbH & Co. KG ist ein Münchner Traditionshaus für Zigarren und Tabakwaren.
Nach der Gründung 1830 begann Zechbauer als einer der ersten Händler Europas, Zigarren aus Kuba (Havanna) zu importieren. Damit ist das Unternehmen, das anfangs mit Kau- und Schnupftabak handelte, das älteste Spezialgeschäft für Zigarren in Deutschland. Max Zechbauer Tabakwaren befindet sich in der 7. Generation in Familienbesitz.
Bereits im 19. Jahrhundert erfolgte die Einführung einer eigenen Zigarrenmarke, 1886 wurde Max Zechbauer zum Königlich Bayerischen Hoflieferanten ernannt. 1973 wurde Zechbauer zum ersten exklusiven Partner Davidoffs außerhalb der Schweiz. 1998 eröffnete Zechbauer als einer der ersten Tabakhändler Deutschlands einen Zigarren-Onlineshop, der auch Zubehör wie Humidore, Zigarrenschneider, Aschenbecher, Etuis und Fachbücher verkauft.

## Geschichte

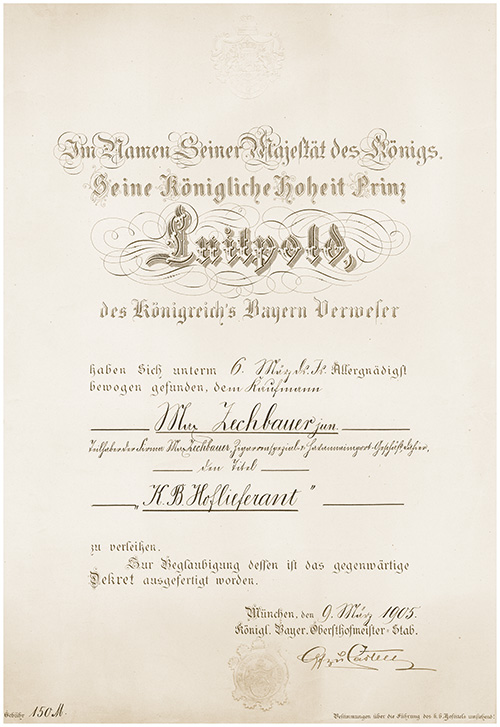
Königlich bayerische Hoflieferanten-Urkunde aus dem Jahr 1905

1795 kamen Anna und Franz Zechbauer aus Südtirol nach München und eröffneten in der Vorstadt Au einen Krämerladen. Dieser wurde später um eine Schnupftabakproduktion und eine kleine Essigsiederei erweitert. Ihr Sohn Josef vergrößerte den Laden, verbesserte das Angebot und nahm weitere Tabaksorten in das Sortiment auf. Später zog das Geschäft in die neu erbauten Arkaden des Hofgartens der königlichen Residenz und entwickelte sich dort zu einem Kolonialwarenladen.
In diese Zeit fiel auch die Gründung der Firma durch Max Josef Zechbauer im Jahre 1830, die sich heute in der 7. Generation im Familienbesitz befindet. Der Im- und Export von Zigarren aus aller Welt und die Herstellung von Zechbauer-Zigarren entwickelten sich immer mehr zu einer Spezialität des Unternehmens. Als einer der ersten in Europa begann Zechbauer Havanna-Zigarren zu importieren und diese in seinen Havanna-Katalogen zu verkaufen. Die Kundschaft reichte weit über die Grenzen Münchens hinaus. So zählten auch der russische Zaren-Hof, der Vatikan und adelige Kreise in England, Spanien, Italien und Österreich zum Stammkundenkreis. 1886 erfolgte die Ernennung der Firma Zechbauer zum Königlich Bayerischen Hoflieferanten. Weitere 14 europäische Hoflieferanten-Titel folgten noch im 19. Jahrhundert.

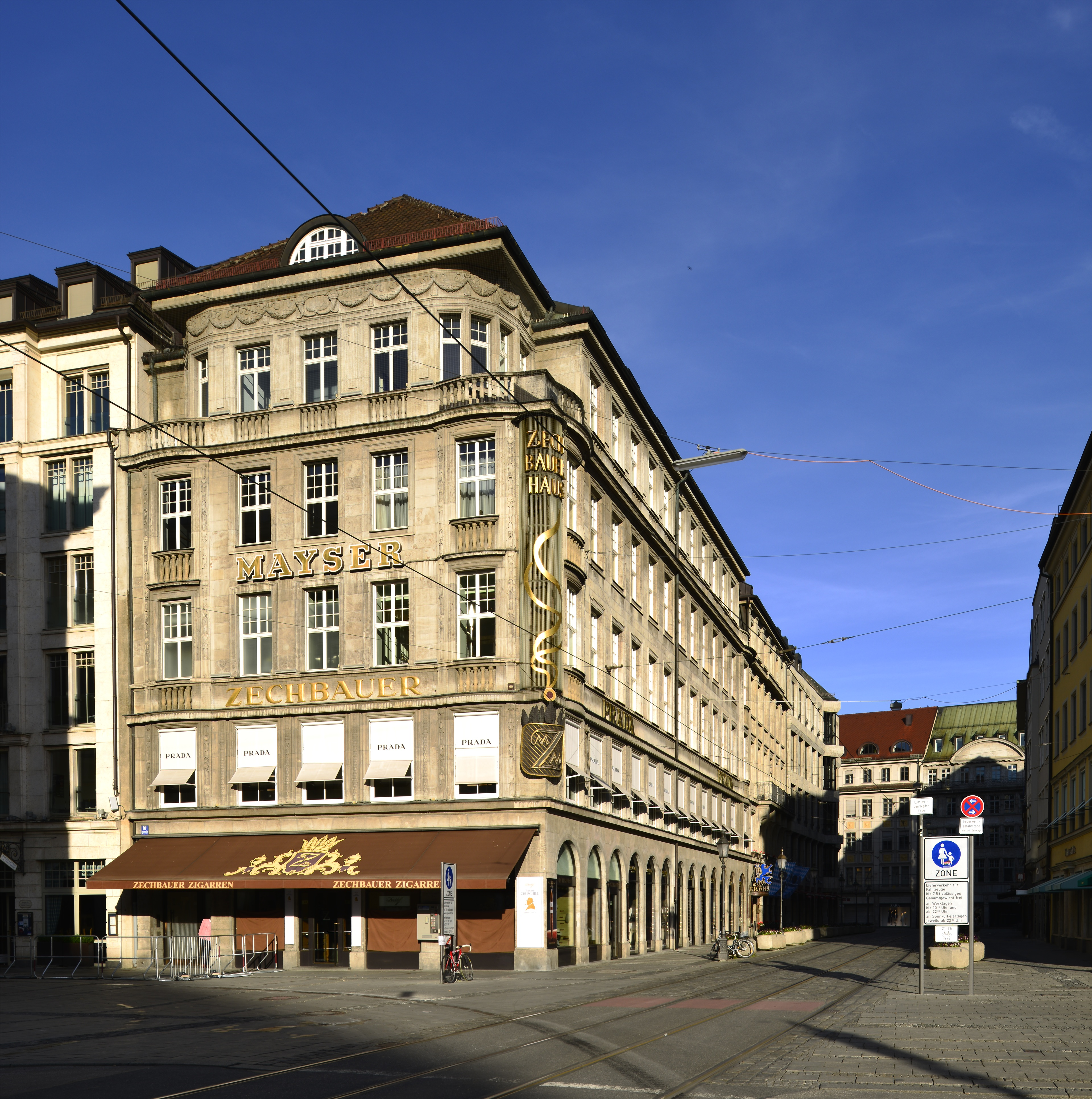
Zechbauer-Haus im Jahr 2016

1911 zog das Unternehmen gegenüber der Bayerischen Staatsoper in das sogenannte Zechbauer-Haus ein. Das historische Ladengeschäft wurde modernisiert und um einen begehbaren Humidor erweitert, ansonsten jedoch nahezu im alten Stil unverändert erhalten. 1973 wurde Zechbauer zum ersten Anbieter von Davidoff-Zigarren außerhalb der Schweiz.
In den 1980er-Jahren wirkte Peter Max Zechbauer (* 1933 in München), Sohn des 1981 gestorbenen Curt Zechbauer, als Fabrikant in München.
Seit August 2018 betreibt Zechbauer einen weiteren Cigar Shop im Hotel Vier Jahreszeiten Kempinski in München verbunden mit einer Cigar Lounge, die den Gästen des Hotels und den Zechbauer-Kunden zur Verfügung steht.

## Auszeichnungen
- 2013: Davidoff Golden Band Awards Mirko Pettene: Gewinner in der Kategorie „Best Merchandising“ Europa
- 2017: Davidoff Golden Band Awards Mirko Pettene: Gewinner in der Kategorie "Depositaire of the Year Europe"
- 2018: Habanos Specialist Mirko Pettene für Deutschland[4]
- 2019: Cigar Trophy für "Kempinski Cigar Lounge by Zechbauer" im Hotel Vier Jahreszeiten Kempinski in München in der Leserumfrage des Cigar Journals in der Kategorie "Best Cigar Lounge"[5]